# August von Thümen

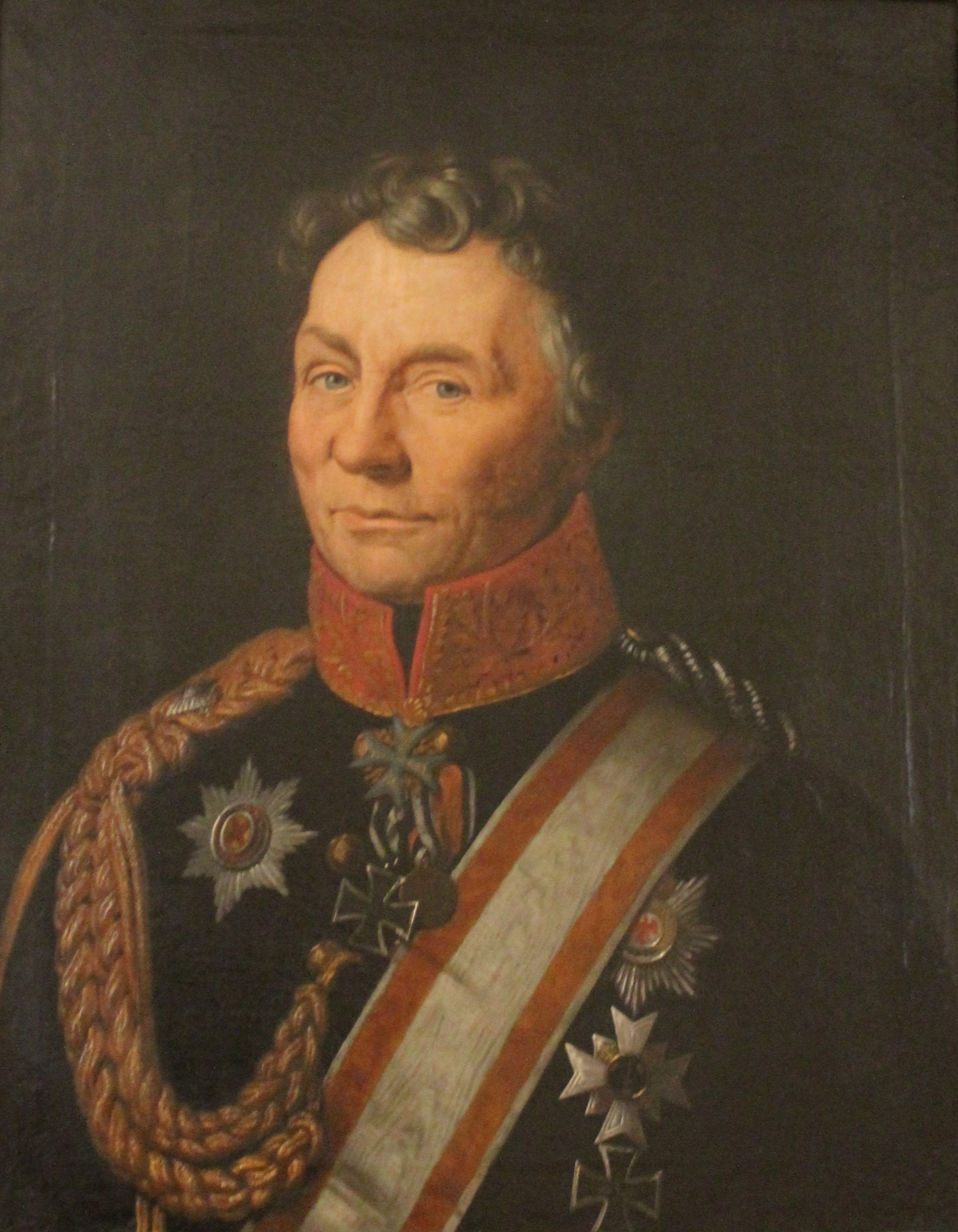
Generalleutnant August von Thümen, Porträt von Anna (Anina) von Baensch, geb. von Thümen-Gräfendorf, 1913, Schloss Caputh

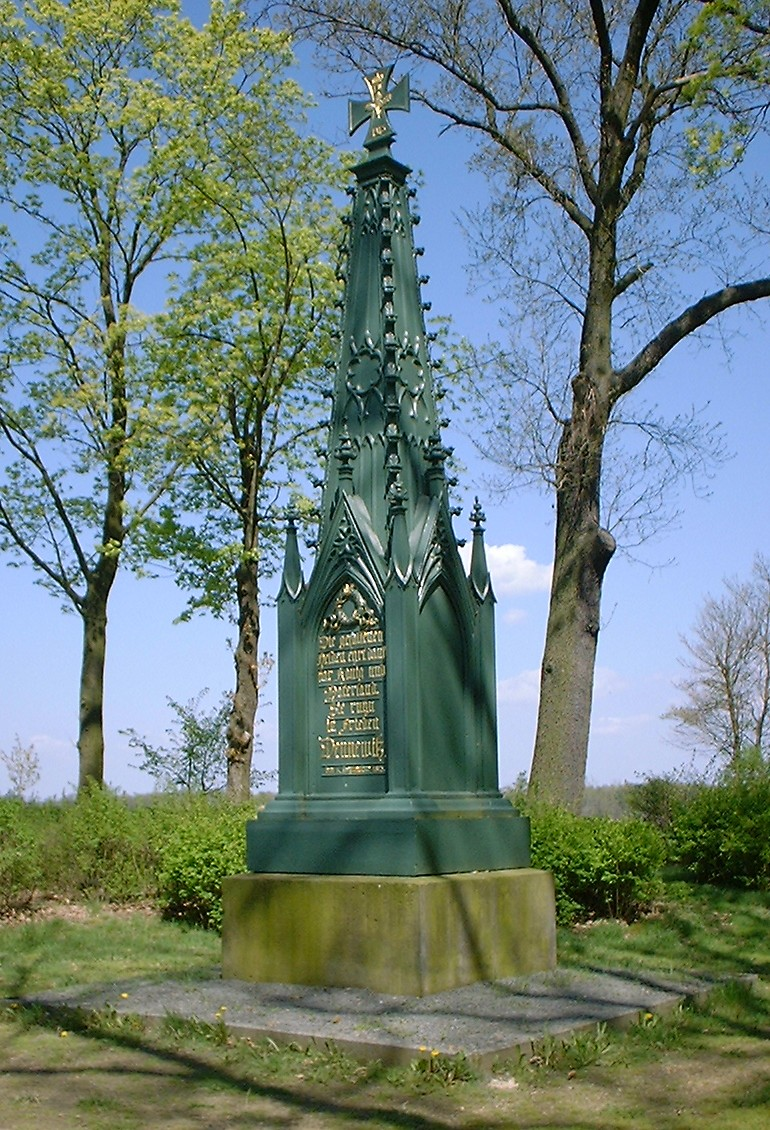
Schinkel-Obelisk in Niedergörsdorf

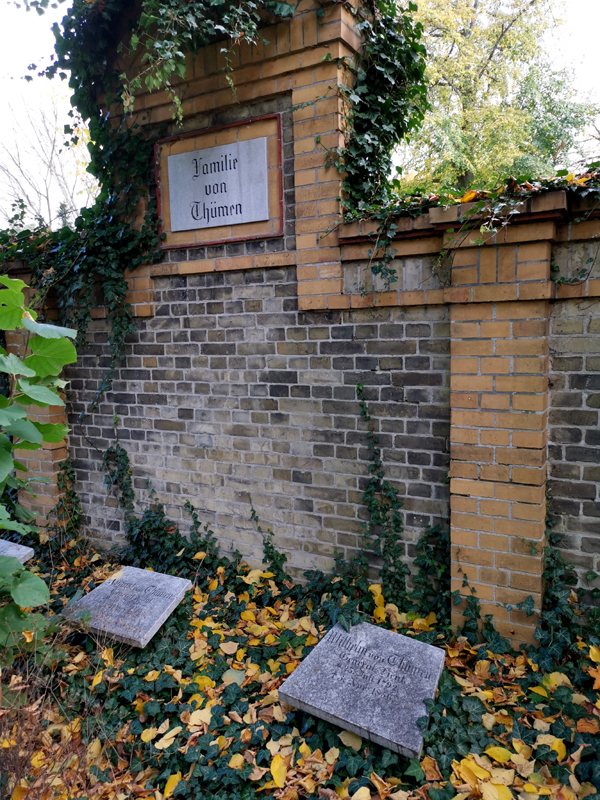
Grabstelle der Familie von Thümen auf dem Friedhof der Dorfkirche Caputh

Heinrich Ludwig August von Thümen (* 30. Dezember 1757 auf Gut Stücken; † 15. März 1826 auf Schloss Caputh) war ein preußischer Generalleutnant und Flügeladjutant des Königs Friedrich Wilhelm III.

## Leben

### Herkunft
Er entstammte einem alten märkischen Adelsgeschlecht, das im Jahr 1281 erstmals erwähnt wird. Sein Vater war der Erbherr auf Stücken, Kerzendorf und Radach, Christian Joachim Heinrich von Thümen (1732–1810) und dessen Ehefrau Anna Dorothea Sophie, geborene von der Lippe († 1786) aus dem Hause Blankenfelde.

### Militärkarriere
Thümen begann seine militärische Laufbahn in der Preußischen Armee am 24. Juni 1769 als Gefreiterkorporal im Infanterieregiment „Prinz von Preußen“. Dort stieg er im September 1775 zum Fähnrich auf und nahm 1778/79 während des Bayerischen Erbfolgekrieges an den Gefechten bei Trautenau, Schnellenwalde und Neustadt teil. Im Mai 1787 kam Thümen, zwischenzeitlich Stabskapitän, zum Füsilierbataillon „von Dessaunière“ der 1. Ostpreußischen Füsilierbrigade und wurde dort zwei Jahre später Kapitän und Kompaniechef. 1794 machte Thümen den Feldzug in Polen mit. Nach weiteren Verwendungen in verschiedenen Verbänden erhielt er am 15. Juni 1802 anlässlich der Revue in Memel den Orden Pour le Mérite. Am 17. Januar 1805 wurde Thümen Kommandeur des Infanterieregiments „von Kunheim“ sowie am 20. Juni 1805 zum Oberstleutnant befördert. Sein Regiment führte er während des Feldzuges 1806 bei Lübeck. Angesichts der Übermacht der französischen Truppen musste Thümen kapitulieren und wurde bald auf sein Ehrenwort entlassen. Durch die Niederlage Preußens war er zunächst inaktiv. Erst am 7. April 1809 erhielt Thümen durch König Friedrich Wilhelm III. eine neue Verwendung. Er ernannte ihn zum Kommandanten der Zitadelle Spandau mit einem Gehalt von 2500 Talern. Außerdem wurde Thümen am 20. Mai 1809 zum Oberst befördert. 1812 besetzten die Franzosen die strategisch wichtige Zitadelle.
Ende des Jahres wurde Thümen zum Brigadier an der Weichsel mit Sitz in Marienwerder ernannt. Dort hatte er die Aufgabe erhalten Reservebataillon aufzustellen und diese General von Bülow zur Verfügung zu stellen. Trotz einem Mangel an Stiefeln und Mänteln konnte Thümen innerhalb kürzester Zeit sieben Verbände bilden. Nach seiner Beförderung zum Generalmajor rückte Thümen am 31. März 1813 in Berlin ein und belagerte die Zitadelle Spandau. Am 26. April gelang es ihm, den französischen Kommandanten, General Bruny, zur Übergabe zu zwingen.

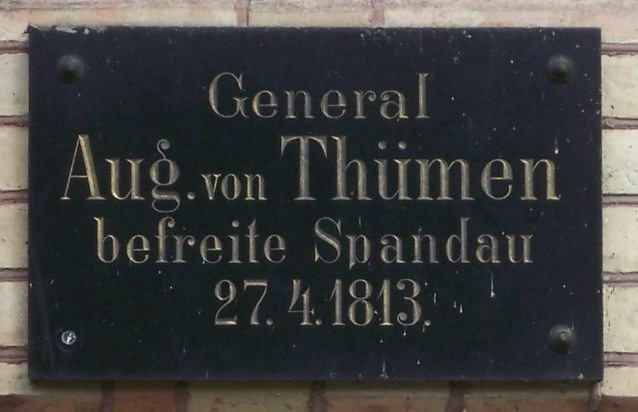
Gedenktafel für August von Thümen (Zitadelle Spandau)

 Eine Gedenktafel an der Zitadelle erinnert heute daran. Gegen Zahlung einiger Silbergroschen durfte sich die Bevölkerung an den Folgetagen die beschädigte Festung anschauen. Die eingenommenen Gelder sollten dem Wiederaufbau ihrer Wohnhäuser zugutekommen.
Im weiteren Verlauf der Befreiungskriege trat Thümen zum Korps Bülow über und zeichnete sich bei Kalau und Luckau aus. Dafür erhielt er das Eiserne Kreuz II. Klasse. Auch in der Schlacht bei Großbeeren bewährte er sich durch die Erstürmung des Windmühlenberges westlich von Großbeeren erneut. Im September 1813 drängte seine Division in der schon verloren geglaubten Schlacht bei Dennewitz die Franzosen, die unter dem Oberbefehl von Marschall Michel Ney standen, in schweren Kämpfen zurück und ermöglichte dadurch den Sieg. Ein von Karl Friedrich Schinkel entworfener und 1817 errichteter Obelisk auf einer Anhöhe zwischen Niedergörsdorf und Dennewitz, von der aus Thümen die Schlacht entschieden hatte, erinnert noch heute an die Gefallenen der Schlacht. In Anerkennung seiner Verdienste wurde er mit dem Eisernen Kreuz I. Klasse und am 21. Oktober 1813 mit dem Eichenlaub zum Orden Pour le Mérite ausgezeichnet.
Im Februar 1814 wurde Thümen Generalleutnant und schließlich 1815 Kommandierender General in Posen, wo er u. a. die Landwehr zu organisieren hatte. Am 24. Juni 1819 beging er sein 50-jähriges Dienstjubiläum und wurde am 26. Januar 1820 mit einer jährlichen Pension von 3000 Talern in den erbetenen Ruhestand versetzt.
Thümen war Herr auf den beiden Gütern Schloss Caputh, das er im Jahr 1820 kaufte, und Neu-Langerwisch, beide im heutigen Landkreis Potsdam-Mittelmark. Außerdem war er Rechtsritter des Johanniterordens.

### Familie
Thümen hatte sich am 26. März 1787 in Potsdam mit Karoline Fischer (1762–1856) verheiratet. Sie war die Tochter des Wilhelm Friedrich Fischer und der Madelaine Le Cointe. Aus der Ehe gingen folgende Kinder hervor:
- Angelika Friederike Auguste (1787–1845) ⚭ 24. Juni 1819 in Posen Ernst Ewald von Steinmann, preußischer Rittmeister und Adjutant des V. Armee-Korps
- Wilhelmine Magdalene Juliane Justine (1789–1845) ⚭ 19. April 1816 in Posen Karl von Winterfeldt, Geheimer Obertribunalsrat
- Wilhelm Hermann Heinrich (1792–1856), preußischer Generalleutnant ⚭ 1822 Philippine von Zschock (1801–1872)
- Agnes Philippine Mathilde (1794–1853), Stiftsdame im Kloster zum Heiligengrabe
- August Friedrich Theodor (1797–1868), preußischer Oberstleutnant

⚭ 29. September 1829 Auguste Wißmann (1806–1864)
⚭ 15. September 1867 Klara von Paczenski-Tenczin (1829–1884)
- Karl Eduard (1803–1805)
- Davida Luise Johanne Amalie (1806–1883). Sie war mit dem Dichter Hoffmann von Fallersleben verlobt, der ihr zahlreiche Gedichte widmete.

Thümen, seine Tochter Davida und weitere Familienmitglieder sind in einer Familiengrabstätte im Kirchpark Caputh begraben, die während der DDR-Zeit stark verwahrlost und teilweise zerstört wurde. Zwei Urenkelinnen des Generals ließen 2002 die Grabstätte wieder instand setzen.